# Gênesis (telenovela)
Gênesis é uma telenovela brasileira exibida pela Record de 19 de janeiro a 22 de novembro de 2021, em 220 capítulos, substituindo Amor sem Igual e sendo substituída pelo especial A Bíblia. É a 34ª trama produzida pela emissora desde a retomada de sua dramaturgia em 2004. Escrita por Camilo Pellegrini, Raphaela Castro e Stephanie Ribeiro, com colaboração de André Rodrigues, Ecila Pedroso, Marcos Ferraz, Jaqueline Corrêa, Meuri Luiz e Valéria Motta, sob direção de Leonardo Miranda, Armê Manente, Carlo Milani, Carlos Magalhães, Rogério Passos e Guga Sander, com a direção geral e artística de Edgard Miranda.
A novela é baseada no livro bíblico Gênesis e conta a história da criação do mundo, o primeiro homem, Adão, e a primeira mulher, Eva; o grande dilúvio; a Torre de Babel, Jornada de Abraão, e chegando até o período de escravidão do povo hebreu no Egito.
Flávio Galvão e Igor Rickli interpretam os papéis centrais — Deus e Lúcifer — durante toda a história, tendo ainda elencos diferentes em cada uma das sete fases. Contou com as participações de Oscar Magrini, Cássia Linhares, Ângelo Paes Leme, Camila Rodrigues, Zé Carlos Machado, Adriana Garambone, Patrícia França e Petrônio Gontijo em diferentes fases.

## Antecedentes
Embora criticada por sua produção deficiente, em especial pelas barbas postiças utilizadas pelos atores, a minissérie bíblica A História de Ester, exibida em 2010, alcançou índices satisfatórios de audiência, e levou a Record a investir no gênero bíblico. Assim, seguiram-se as minisséries Sansão e Dalila, Rei Davi, José do Egito e Milagres de Jesus. Cada produção possuía mais capítulos que a anterior, e, conforme se mostravam bem-sucedidas, maiores eram os investimentos feitos pela emissora.
A partir de 2015, a emissora decidiu expandir o formato e passou a investir em telenovelas bíblicas a partir de Os Dez Mandamentos, deixando a produção de minisséries de lado. Os Dez Mandamentos bateu um recorde de audiência ao ultrapassar pela primeira vez em 40 anos a principal novela da Globo. Com o sucesso da novela, a Record anunciou para 2016 a estreia de uma nova novela bíblica: A Terra Prometida, uma continuação de Os Dez Mandamentos, que narra a história do povo hebreu sob o comando de Josué e sua missão de comandar as doze tribos de Israel na conquista de Canaã. A Record continuou investindo nas produções bíblicas e assim se seguiram as novelas O Rico e Lázaro, Apocalipse, Jesus e Jezabel. Dando sequência as novelas bíblicas, foi anunciado em 2019 a novela Gênesis.

## Produção

### Mudanças na autoria e problemas
"A trama está muito bem escrita e não tem enrolação. Vai ter conflito, romance, injustiça, aventura e suspense! Fora isso, tem o capricho do épico e do bíblico. O público vai ter a oportunidade de acompanhar batalhas muito realistas, que normalmente a gente não vê na televisão brasileira" — Edgard Miranda

No primeiro capítulo da novela Jesus, exibida no dia 24 de julho de 2018, foram mostradas cenas da Criação do Mundo desde Adão e Eva. Logo após foi divulgado que Gênesis seria a novela substituta de Jesus, porém os planos foram alterados quando decidiu-se produzir Jezabel antes. Originalmente Gustavo Reiz foi escalado como autor de Gênesis, porém, em 8 de outubro de 2018, a colunista Patrícia Kogut divulgou no jornal O Globo que a novela havia sido adiada após diversas solicitações de mudanças no roteiro requeridas pela direção da emissora. Em 22 de fevereiro de 2019, Gustavo deixa o projeto após diversos conflitos com a direção pelas diversas mudanças impostas pela por Cristiane Cardoso em seus textos e a falta de liberdade artística nas criações dos núcleos, decidindo abdicar ao trabalho e assinar com a Rede Globo.
Em março Emílio Boechat foi convidado para assumir a autoria da produção. Em 2 de janeiro de 2020, Boechat se desligou da emissora, motivado pelo mesmo ocorrido com Gustavo, as diversas alterações não autorizadas realizadas por Cristiane em seu roteiro. Apesar de deixar 50 capítulos escritos, Emílio solicitou que seu nome não constasse nos créditos da novela, alegando que não enxergava mais o texto que havia escrito após as interferências de Cristiane, que mudou completamente seu roteiro. Raphaela Castro, Stephanie Ribeiro e Camilo Pellegrini, que eram colaboradores, foram promovidos a autores principais e assumiram o projeto.

### Gravações

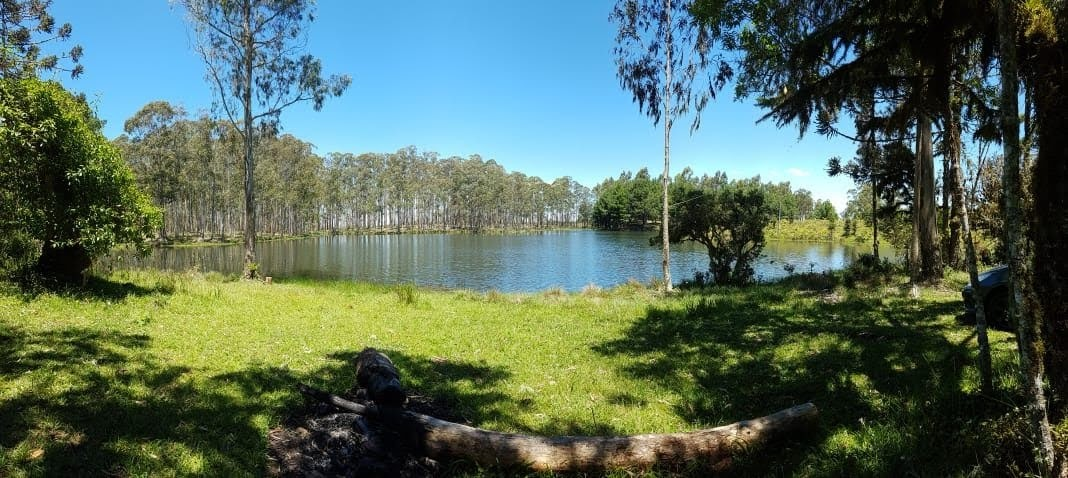
As primeiras cenas de Gênesis foram gravadas em Cambará, no Rio Grande do Sul

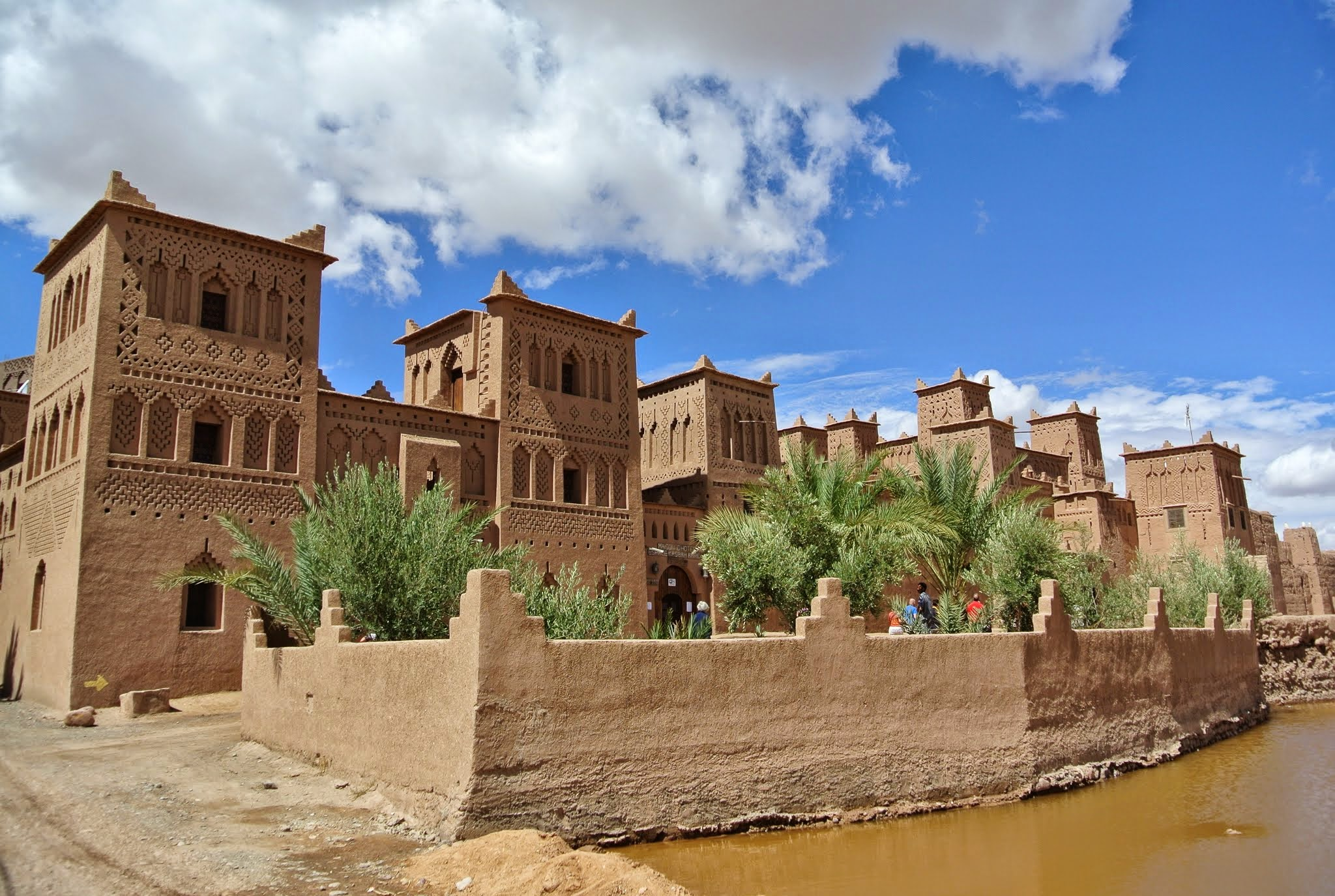
Gênesis teve cenas gravadas em Uarzazate, no Marrocos

No complexo de filmagens da produtora Casablanca foram construídas oito cidades cenográficas para a novela. Juntas elas somam 11 mil metros quadrados. 16 estruturas externas também foram construídas para as gravações em acampamentos e vilarejos. Além disso, oito estúdios foram dedicados às gravações da novela. São 66 cenários e 98 ambientes, totalizando quase o dobro em comparação às novelas anteriores. São cerca de 800 profissionais diretamente ou indiretamente envolvidos na construção da novela. Segundo Léo Dias, em sua coluna no jornal online Metrópoles, com um orçamento de R$ 2 milhões por capítulo, "a trama está bem desenvolvida, a cenografia está mais caprichada e os efeitos especiais melhoraram muito".
Além dos estúdios e cidades cenográficas da produtora Casablanca, no Rio de Janeiro, a novela teve cenas gravadas em outros locais, como na Caverna do Diabo em São Paulo, a cidade de Cambará, no Rio Grande do Sul, Ponta Grossa, no Paraná, Diamantina em Minas Gerais, Itaguaí, no Rio de Janeiro e também no Marrocos, na cidade de Uarzazate, conhecida como "Hollywood marroquina" por ser locação de inúmeras produções hollywwodianas.
Gênesis teve um grande investimento, e segundo o colunista Guilherme Beraldo, a emissora gastou R$ 3 milhões para a reprodução da história da Arca de Noé. O alto investimento se deu pelas dimensões da arca, pelos elementos de ambientação e efeitos especiais. Para contar a história da humanidade desde o início, a equipe da novela investiu em caracterização de personagens, figurino, preparação de elenco, leituras e efeitos especiais.
As gravações ocorriam normalmente no Marrocos quando chegou o surto do novo coronavírus no país, mesmo assim, a emissora decidiu não suspender as gravações. Após o governo marroquino interromper as gravações de Gênesis, a Record TV se viu obrigada a trazer o elenco da novela de volta ao Brasil. Por conta disso, sua estreia que estava prevista para o dia 14 de abril de 2020, na faixa das 21h30, teve que ser adiada pela emissora, apesar de já exibir algumas chamadas durante a programação. Com a suspensão das gravações, a produtora Casablanca demitiu os produtores. A Record também decidiu dispensar parte do elenco, que havia contratado por um período de três meses, sem prorrogação do contrato, mesmo com as gravações incompletas, alegando que a novela teria várias fases e que todos seriam recontratados para concluir suas cenas depois que passasse a pandemia.

#### Retomada das gravações
Mesmo após a suspensão das gravações, a produção de Gênesis não foi interrompida em nenhum dia no que tange ao texto.
Após a conclusão das gravações de Amor Sem Igual, foi confirmado que as gravações de Gênesis retornariam em outubro, considerando os protocolos de segurança. Diante da pandemia de COVID-19, a Record TV decidiu que não gravaria mais novela no Marrocos. Com efeitos especiais, os oásis foram adaptadas para uma cidade cenográfica, numa versão reduzida. Em 19 de outubro de 2020, após quase sete meses de gravações interrompidas devido ao cenário da pandemia de COVID-19, acontece a retomada das gravações da novela, mas passando por um rígido protocolo de segurança e a retirada das cenas de contato físico. Os atores tiveram que fazer o teste rápido da COVID-19, antes de entrarem nos estúdios.

#### Nova suspensão das gravações
Em março, a Associação das Agências enviou uma carta à Record relatando sua preocupação em relação ao andamento das gravações do folhetim bíblico durante o pico da segunda onda de infecções da Covid-19. Segundo Flávio Ricco, a emissora já pensava em pausar as cenas externas antes mesmo do envio do documento, porém, a situação da pandemia no Brasil fez com que a empresa optasse pela paralisação total dos trabalhos. Por conta do aumento de casos da COVID-19, a Record anunciou em 31 de março de 2021 a suspensão das gravações de Gênesis, não afetando a exibição na TV, que irá ser esticada. Além disso, também havia uma pressão interna pela paralisação das atividades devido ao temor de uma explosão de casos após a confirmação de pessoas infectadas dentro do elenco e da produção, sendo ele do ator mirim Gianlucca Mauad e de funcionários da Casablanca Estúdios. Mesmo com o agravamento da pandemia, a intenção da emissora era voltar a gravar em 5 de abril. No entanto, a emissora optou por postergar a data para o dia 12 em razão do aumento no número de infecções e mortes em todo o país. Em reunião no dia 9, a direção da Record decidiu manter a data para os retorno das gravações no dia 12. Foi informado também que providências para este retorno vinham sendo tomadas e que “todos os atores já estavam recebendo roteiros para os trabalhos dos próximos dias”. Para a segurança de todos, algumas outras medidas foram acrescentadas. As gravações ficariam restritas aos estúdios da Casablanca, no Rio de Janeiro. As cenas externas, por sua vez seriam suspensas. Por outro lado, o rigor com os protocolos seria ainda maior, inclusive com testagens de cinco em cinco dias. Na mesma semana, a emissora testou o elenco da novela para reiniciar as filmagens. Apesar da pausa, não houve prejuízos para a novela, que tem uma grande frente de capítulos já prontos. As gravações foram retomadas no dia 12 de abril, seguindo todos os protocolos de segurança.

### Escolha do elenco
Foram cogitados para a trama vários atores conhecidos da emissora, como Adriana Garambone, Ângelo Paes Leme, Igor Rickli, Cássia Linhares, Zé Carlos Machado, Pérola Faria e Fernando Pavão. Além de rostos conhecidos, foram adquiridos para Gênesis vários atores que estavam na Globo. Entre as aquisições estão Maria Joana, Maria Maya, Eline Porto, Isabel Wilker, Eduardo Speroni, Caio Manhente e Vinícius Redd. Além de Pablo Morais e Oscar Magrini, cotados para interpretar Ninrode e Noé, respectivamente.
Bruna Altieri interpretaria Laísa, prostituta da cidade de Enoque na fase da Arca de Noé, porém, foi substituída por Stephanie Serrat. Raphael Montagner também foi confirmado no elenco, mas foi remanejado para a novela contemporânea Amor sem Igual. João Vithor Oliveira interpretaria Dnin Sim, príncipe de Ur, na novela, mas foi substituído por Rafael Gevú. Paulo Coronato havia sido confirmado para interpretar o personagem Morabi, porém, o papel coube a Jairo Mattos e Paulo ficou com o personagem Calil.
Anteriormente, o personagem Lamassi seria interpretado pelo ator Sacha Bali, mas acabou sendo substituído por Gustavo Falcão. Sacha teve seu personagem mudado para Atarum, na última fase da novela. Morando nos Estados Unidos, Guilherme Berenguer chegou a ser confirmado no elenco, a qual interpretaria Isaac, porém, por conta da pandemia o personagem ficou para Guilherme Dellorto.
Após destaque como vilão em Amor sem Igual, Thiago Rodrigues foi escalado para interpretar Judá, filho de Jacó, na última fase da novela, personagem destinado anteriormente destinado a Fernando Rocha. Antes da pandemia, o papel estava destinado a Fernando Rocha. Além dele, vários atores que atuaram da trama de Cristianne Fridman foram  cotados para a superprodução, como Michelle Batista, Dani Moreno, Bárbara França, Heitor Martinez, Henrique Camargo e vários outros. Inicialmente escalado viver o faraó Amenemhat III, Charles Paraventi trocou de personagem depois de perguntar a um dos diretores da novela se não era estranho ele fazer um faraó tendo cara de judeu. O ator então foi realocado para viver Bera, rei de Sodoma, enquanto André Ramiro, que originalmente interpretaria Bera, foi destinado para viver Amenemhat III.
Talita Younan estava escalada para interpretar Liba, personagem da terceira fase da trama. Porém, a atriz teve de ser substituída por Pâmela Tomé após ficar grávida. André Bankoff originalmente interpretaria José, protagonista da sétima fase, porém foi substituído por Arthur Aguiar. Segundo a coluna de Fábia Oliveira, no jornal O Dia, Aguiar não estava cumprindo horários, fazendo provas de figurino e deixou de obedecer a exigências de trabalho e por isso ele foi substituído por Juliano Laham. Petrônio Gontijo e Miguel Coelho foram cogitados para interpretar Jacó em diferentes fases da trama; anteriormente o papel estava destinado à Floriano Peixoto. Após ser dispensada pelo SBT, a atriz Thaís Melchior retornou à emissora para interpretar Raquel, uma das esposas de Jacó. A atriz Antônia Morais interpretaria Azenate, esposa de José, mas acabou sendo substituída por Letícia Almeida. Letícia anteriormente interpretaria Liba, mas precisou deixar a novela por conta da gravidez e seu papel foi dado a Talita Younan, que também deixou a novela por conta de uma gravidez. Sérgio Marone chegou a ser sondado pela Record para interpretar um dos protagonistas, porém o ator recusou.
Rodrigo Moraes, ex-peão da A Fazenda 12, declarou em uma conversa com a atriz Lidi Lisboa, que estava escalado para Gênesis, mas que a emissora demorou para tomar alguma decisão sobre as gravações da novela bíblica e foi retirado do projeto. O modelo, que também é ator, interpretaria Shareder, personagem agora de Paulo Verlings. Confirmado no elenco desde setembro de 2019, Raphael Sander repetiria seu personagem na novela Jesus como o anjo Gabriel. Sander chegou a gravar, e também retornou aos estúdios após a paralisação das gravações por conta da pandemia, mas decidiu não participar mais do elenco, alegando "conflito na agenda".

## Efeitos especiais

### Dilúvio
O Dilúvio foi uma das cenas mais aguardadas de Gênesis e impressionou até o elenco. Na trama, Noé (Oscar Magrini) precisou enfrentar muitos obstáculos para fazer a vontade de Deus,  salvar a humanidade e todos os animais do planeta.
O R7 acompanhou durante duas semanas as gravações das cenas, dividas entre a cidade cenográfica e o estúdio. Após a captação das imagens, o trabalho de pós-produção durou em torno de seis meses.
De acordo com Anderson Paraná, supervisor de efeitos especiais da trama, as cenas reuniram aproximadamente 730 takes de efeitos especiais, com até 1970 animais inseridos na pós-produção, desde o estouro da manada em direção à arca até o fim do Dilúvio.
"A gente precisou mostrar muitas espécies. Tivemos algumas multiplicações, entre elas o momento em que as pessoas estão na porta da arca batendo", contou. Segundo Anderson, as cenas usam chroma key, água para retratar a tempestade e animais em 3D para realizar a sequência. Em entrevista ao R7, o ator Oscar Magrini destacou o momento mais emocionante durante as gravações do Dilúvio.
"Foi quando Deus fecha a porta da arca e ela começa a movimentar. As pessoas gritando e morrendo, pedindo para entrar na arca e a gente começa a cantar. Foi um momento muito emocionante e triste. Repetimos de três a quatro vezes a sequência e todo mundo estava chorando muito", comentou Oscar.

### Torre de Babel
A sequência da Torre de Babel, gravada antes da pandemia contou com trabalhadores digitais. Em todas as cenas da sequência houve interferência de computação gráfica.
A sequência em que acontece a confusão das línguas na novela marcou o capítulo de quinta-feira (04/02). O R7 revelou bastidores da torre que mede 62 metros de altura e exigiu um intenso trabalho da pós-produção, que durou cerca de três meses e contou com aproxidamente 380 takes de efeitos especiais, sendo 14 deles inteiramente digitais.
Em entrevista ao R7, o supervisor de efeitos especiais, Anderson Paraná, ressaltou que toda a sequência sofreu interferência da computação gráfica.
"Só do acidente da torre, a gente fez aproximadamente 50 takes e pós uns 43 takes. Tudo que você vê da torre sofreu interferência digital. Fizemos algumas animações específicas para retratar o construtor, o trabalhador que bate o martelo e aquele que passa a massa", explicou.

## Enredo
Gênesis narra a história dos primeiros dois mil e trezentos anos da humanidade e conta com grandes eventos exclusivos a esse período. Ela começa nos dando um entendimento maior do porquê existimos e como de perfeitos, nos tornamos imperfeitos. A origem de todos os problemas sociais e raciais está lá no início de tudo, quando, através de uma decisão, o ser humano, que só conhecia o bem e desfrutava tanto dele, escolheu também conhecer o mal.
Com essa escolha, vemos como os primeiros protagonistas, Adão (Carlo Porto) e Eva (Juliana Boller), pagaram um alto preço, que se estendeu aos seus filhos, Caim (Eduardo Speroni) e Abel (Caio Manhente), e em pouco tempo se alastrou para todas as próximas gerações, as tornando completamente pervertidas e injustas. Se não fosse por Noé (Oscar Magrini / Bruno Guedes), não sobraria ninguém para contar essa história depois do grande dilúvio que veio sobre a Terra.
No entanto, como normalmente acontece, com a mudança de gerações, veio também o afastamento dos bons costumes e princípios que Deus achara em Noé. Um de seus descendentes, Ninrode (Pablo Morais), não satisfeito com todo poder e liderança que já possuía, decidiu construir a Torre de Babel para chegar aos céus e não precisar ter que dar satisfação da sua vida a ninguém, inclusive a Deus. E foi assim que a humanidade se dividiu definitivamente, e criaram-se povos e nações de diversas línguas.
Para que a sua principal criação não se perdesse de novo, como aconteceu na época do Dilúvio, Deus então escolhe um homem, Abrão (Zé Carlos Machado), filho de Terá (Ângelo Paes Leme), um morador de Ur dos Caldeus. E através de Abrão e Sarai (Adriana Garambone), sua mulher, uma geração separada se forma, longe da cidade, longe dos demais povos e longe dos muitos costumes da época. É por isso que a história desse casal de protagonistas se inicia bem antes desse chamado, em Ur dos Caldeus, através da história de seu pai Terá.
A história dessa família escolhida entre todas as demais famílias da Terra continua através de Isaac (Guilherme Dellorto) e Rebeca (Bárbara França), Jacó (Petrônio Gontijo) e José (Juliano Laham). Vemos seus conflitos, suas decisões erradas e certeiras com todas as consequências que vêm junto.

## Exibição

### Divulgação e estreia
Originalmente, Gênesis tinha previsão de estreia para o início de abril de 2020, logo após o fim da reprise de O Rico e Lázaro. Em 6 de março de 2020, a primeira chamada foi divulgada nas redes sociais e começou a ser exibido na programação da emissora, com "em abril", mês que estrearia. Quando a estreia foi adiada devido à pandemia de COVID-19, as chamadas também deixaram de serem exibidas e só retornando a programação no dia 7 de dezembro, agora com data de estreia para janeiro, junto com a logo oficial da novela. No mesmo dia, foi divulgado uma chamada com cenas exclusivas da novela no site da Record Comercial. No dia 11 de dezembro foi divulgado um novo teaser da novela durante o intervalo do reality A Fazenda 12. No especial de fim de ano "Tempo com Luciano Camargo", exibido no dia 12 de dezembro, o goiano cantou a música "Haja Luz", uma das músicas que compõe a trilha sonora de Gênesis. Para mostrar como a novela estava incrível, imagens inéditas foram exibidas durante a apresentação do cantor.
Em 10 de janeiro de 2021, faltando 9 dias para a estreia oficial da novela, a Record exibiu um programa especial após a primeira parte do Domingo Espetacular, apresentando todo o elenco da novela, além das cenas especiais e os bastidores da produção, lançando o trailer da trama no mesmo dia. O especial ganhou uma reprise no dia 12 de janeiro, na faixa das 22h45, faltando exatamente 7 dias para a estreia da novela.
Faltando dois dias para a estreia da novela, no programa Hora do Faro, foi lançada a música "Gênesis" interpretada pelo Pastor Lucas. A canção foi lançada oficialmente na sexta-feira, dia 15 de janeiro de 2021, e está disponível em todas as plataformas digitais. Escrita pelo próprio cantor, "Gênesis" foi gravada em parceria com a Banda Universos e é resultado de uma coprodução das gravadoras MJC Music e MK Music. Ela também ganhou um clipe inédito.

### Compacto aos sábados
A novela também era exibida aos sábados às 21 horas, mas como um resumo da semana com foco nas cenas mais impactantes. O compacto substitui a segunda edição do Cidade Alerta.

### A Bíblia
A Record reexibiu um compacto da trama entre os dias 23 de novembro de 2021 e 24 de janeiro de 2022, em 45 capítulos, junto com os resumos de Os Dez Mandamentos (2015) e A Terra Prometida (2016), num especial intitulado A Bíblia, logo após o último capítulo original. A ideia é mostrar os textos de acordo com a visão de Deus e preparar o terreno para Reis, que originalmente seria a sua sucessora.

### Especial de natal
Foi reexibida em formato de maratona das 15h às 19h45 no dia 24 de dezembro de 2022, como especial de natal.

### Reprise
Foi reexibida em seu formato original entre os dias 19 de fevereiro de 2024 a 4 de abril de 2025, em 286 capítulos, substituindo Quando Chama o Coração e sendo substituída por uma parte de Reis e a série inédita Neemias às 21h45. Não foi ao ar nos dias 24 e 31 de dezembro de 2024 devido as alterações na programação para exibição de programas especiais de fim de ano. Entre os dias 15 de janeiro e 12 de fevereiro de 2025, a novela deixou de exibida às quartas-feiras, e também não foi ao ar nos dias 10 e 27 de março de 2025, por conta da exibição dos jogos do Campeonato Paulista, que coincidiam com a faixa da novela.

### Exibição internacional
| País           | Emissora          | Título  | Ref.   |
| -------------- | ----------------- | ------- | ------ |
| Brasil         | Record            | Gênesis |        |
| Portugal       | TV Record Europa  | Gênesis | [ 76 ] |
| Moçambique     | TV Miramar        | Gênesis | [ 77 ] |
| Estados Unidos | Univision         | Génesis | [ 78 ] |
| Chile          | TVN               | Génesis | [ 79 ] |
| México         | Imagen Televisión | Génesis | [ 80 ] |
| Argentina      | Telefe            | Génesis |        |

### Gênesis in Concert
Um especial de fim de ano exibido pela Record no dia 28 de dezembro de 2021, exibindo as músicas que marcaram a trilha sonora da novela.

## Fases
| Título | Título            | Capítulos | Exibição               | Exibição               |
| Título | Título            | Capítulos | Estreia                | Final                  |
| ------ | ----------------- | --------- | ---------------------- | ---------------------- |
|        | Jardim do Éden    | 3         | 19 de janeiro de 2021  | 21 de janeiro de 2021  |
|        | Dilúvio           | 4         | 22 de janeiro de 2021  | 27 de janeiro de 2021  |
|        | Torre de Babel    | 6         | 28 de janeiro de 2021  | 4 de fevereiro de 2021 |
|        | Ur dos Caldeus    | 36        | 5 de fevereiro de 2021 | 26 de março de 2021    |
|        | Jornada de Abraão | 72        | 29 de março de 2021    | 6 de julho de 2021     |
|        | Jacó              | 38        | 7 de julho de 2021     | 27 de agosto de 2021   |
|        | José do Egito     | 61        | 30 de agosto de 2021   | 22 de novembro de 2021 |

## Elenco
| Intérprete    | Personagem       |
| ------------- | ---------------- |
| Flávio Galvão | Deus (voz)       |
| Igor Rickli   | Lúcifer / Heylel |

### Jardim do Éden
| Intérprete          | Personagem |
| ------------------- | ---------- |
| Carlo Porto         | Adão       |
| Juliana Boller      | Eva        |
| Eduardo Speroni     | Caim       |
| Caio Manhente       | Abel       |
| Ana Terra Blanco    | Renah      |
| Carolina Oliveira   | Kira       |
| Anna Rita Cerqueira | Tila       |
| Ranna Bittencourt   | Aba        |
| Fernanda Junqueira  | Naira      |
| Manu Papera         | Mairi      |
| Joana Leite         | Zohar      |
| Júlia Braz          | Uma        |

### Dilúvio
| Intérprete        | Personagem    |
| ----------------- | ------------- |
| Oscar Magrini     | Noé           |
| Bruno Guedes      | Noé (jovem)   |
| Cássia Linhares   | Naamá         |
| Rafaela Sampaio   | Naamá (jovem) |
| Leonardo Medeiros | Zeno          |
| Iran Malfitano    | Tubalcaim     |
| Clemente Viscaíno | Metusalém     |
| Jayme Periard     | Lameque       |
| Vinícius Redd     | Cam           |
| Gil Coelho        | Jafé          |
| Augusto Caliman   | Sem           |
| Marjorie Gerardi  | Heidi         |
| Clara Niin        | Tali          |
| Nicole Rosemberg  | Dana          |
| Alessandra Verney | Ada           |
| Carolina Chalita  | Zilá          |
| Sérgio Abreu      | Jubal         |
| José Boni         | Limi          |
| Fernando Roncato  | Jabal         |
| Stephanie Serrat  | Laíza         |

### Torre de Babel
| Intérprete         | Personagem |
| ------------------ | ---------- |
| Pablo Morais       | Ninrode    |
| Pâmela Tomé        | Liba       |
| Francisca Queiroz  | Semíramis  |
| Giuseppe Oristanio | Gomer      |
| Eline Porto        | Harete     |
| Marcelo Galdino    | Cuxe       |
| Adriana Rabelo     | Ulia       |
| Daniel Dalcin      | Asquenaz   |
| Caio Menck         | Togarma    |
| Hugo Carvalho      | Pelegue    |
| Gisela Reimann     | Jália      |
| Duda Balestero     | Cilá       |
| Vicky Valentim     | Siméia     |
| Marcelo Gonçalves  | Elisá      |
| Mariana Gallindo   | Zade       |
| Ed Canedo          | Sidom      |
| Saulo Rodrigues    | Társis     |
| Mario Hermeto      | Mizraim    |

### Ur dos Caldeus
| Intérprete            | Personagem               |
| --------------------- | ------------------------ |
| Ângelo Paes Leme      | Terá                     |
| Branca Messina        | Amat                     |
| Camila Rodrigues      | Nadi                     |
| Maria Joana           | Enlila, Rainha de Ur     |
| Felipe Roque          | Ibbi-Sim, Rei de Ur      |
| Vitor Novello         | Abrão                    |
| Laryssa Ayres         | Sarai                    |
| Ricky Tavares         | Harã                     |
| Tammy Di Calafiori    | Reduana                  |
| Julianne Trevisol     | Nidana                   |
| Flávia Monteiro       | Aya                      |
| Paulo Goulart Filho   | Sharur                   |
| Jairo Mattos          | Morabi                   |
| Gustavo Falcão        | Lamassi                  |
| Norival Rizzo         | Kissare                  |
| Júlio Levy            | Oguedi                   |
| Ed Oliveira           | Sumuabum                 |
| Roney Villela         | Marhashi                 |
| Raymundo de Souza     | Nordick                  |
| Suzana Abranches      | Feiticeira               |
| Alexandre Damascena   | Hamu                     |
| Guga Coelho           | Quisi                    |
| Edson Fieschi         | Zolari                   |
| Vinícius Moreno       | Simei                    |
| Bruno Bellarmino      | Ekur                     |
| Carlos Fonte Boa      | Dov                      |
| Rafael Gevú           | Dnin-Sim, Príncipe de Ur |
| Jessika Alves         | Shakia                   |
| Luiz Nicolau          | Abisali                  |
| Thais Belchior        | Iafa                     |
| Laura Kuczynski       | Danina                   |
| Samir Murad           | Enkiru                   |
| Fernanda Nizzato      | Chetiça                  |
| José Henrique Ligabue | Harshi                   |
| Fifo Benicasa         | Hassabia                 |
| Cássia Sanches        | Adália                   |
| Daniel Blanco         | Naor                     |
| Wagner Brandi         | Sagai                    |
| Giovana Echeverria    | Kíria, Rainha de Ur      |
| Talita Tilieri        | Kala                     |
| Ana Elisa Mattos      | Lilit                    |
| Vinícius Ferreira     | Hod                      |
| Thales Coutinho       | Jeribali                 |
| Pâmela Côto           | Nuriah                   |
| Rodrigo Candelot      | Ibate                    |
| Remo Rocha            | Amassai                  |
| Priscila Ubba         | Guemecha                 |
| Marcelo Argenta       | Gurik                    |
| Bruno Seixas          | Baalias                  |
| Apollo Costa          | Nigir                    |
| Carlos Rosário        | Jamal                    |
| Paulo Coronato        | Kalil                    |
| Patrícia Elizardo     | Murânia                  |
| Fábio Scalon          | Lugali                   |
| Nara Marques          | Bila                     |
| Jéssica Arruda        | Rayna                    |
| Flávio Birman         | Rush                     |
| Artur Policarpo       | Pifa                     |
| Fred Garcia           | Gaali                    |
| Henrique Paes         | Asdrúbal                 |
| Rafael Pereira        | Loma                     |
| Kaike Hissa           | Nissim                   |
| Flávio Bisneto        | Enéas                    |
| Heitor Gusmão         | Kadhafi                  |
| Dudu Jacintho         | Eridu                    |
| Raphael Monteiro      | Kish                     |
| Thaís Oliveira        | Oppal                    |
| Amanda Stoffer        | Ridula                   |
| Vicky Vieira          | Gaia                     |
| Laura Pessoa          | Yashica                  |
| Maria Wernay          | Tatit                    |
| Gigi Mendonça         | Duob                     |
| Pedro Burgarelli      | Ló                       |
| Sofia Budke           | Milca                    |
| Helena Quintella      | Iscá                     |

Participações especiais
| Intérprete             | Personagem                         |
| ---------------------- | ---------------------------------- |
| Rafael Sun             | Abrão (criança)                    |
| João Guilherme Fonseca | Harã (criança)                     |
| Bia Brumatti           | Reduana (criança)                  |
| Vitor Valle            | Dnin-Sim, Príncipe de Ur (criança) |
| Letícia Menezes        | Shakia (criança)                   |

### Jornada de Abraão
| Intérprete            | Personagem                    |
| --------------------- | ----------------------------- |
| Zé Carlos Machado     | Abrão / Abraão                |
| Adriana Garambone     | Sarai / Sara                  |
| Emílio Orciollo Netto | Ló                            |
| Elisa Pinheiro        | Ayla                          |
| Hylka Maria           | Agar                          |
| Paulo Lessa           | Bakari                        |
| Carla Marins          | Adália                        |
| Marcos Winter         | Massá                         |
| Jorge Pontual         | Naor                          |
| Fernando Val          | Tauro                         |
| Dani Gutto            | Isaque                        |
| Guilherme Dellorto    | Isaque                        |
| Bárbara França        | Rebeca                        |
| Marcela Barrozo       | Uriala                        |
| Henrique Camargo      | Ismael                        |
| Iano Salomão          | Ismael                        |
| Júlio Braga           | Terá                          |
| Regina Sampaio        | Amat                          |
| Esther Góes           | Nadi                          |
| Tatyane Goulart       | Milca                         |
| Prisma Da Mata        | Iscá                          |
| Dedina Bernardelli    | Reduana                       |
| Beth Goulart          | Jaluzi, Rainha de Sodoma      |
| Charles Paraventi     | Bera, Rei de Sodoma           |
| André Ramiro          | Amenemhat III, Faraó do Egito |
| Pérola Faria          | Khen, Rainha do Egito         |
| Bianka Fernandes      | Aat, Rainha do Egito          |
| Paulo Figueiredo      | Melquisedeque, Rei de Salém   |
| Leonardo Franco       | Abimeleque, Rei de Gerar      |
| Virginia Cavendish    | Najla, Rainha de Gerar        |
| Alexandre Slaviero    | Simei                         |
| Ana Paula Tabalipa    | Ziva                          |
| Izabella Bicalho      | Helda                         |
| Ricardo Blat          | Lotam                         |
| Paulo Dalagnoli       | Anjo Gabriel                  |
| Fernando Billi        | Arcanjo Miguel                |
| Danilo Sacramento     | Manre                         |
| Eduardo Lago          | Manre                         |
| Jessica Juttel        | Michal                        |
| Cristina Amadeo       | Michal                        |
| Giovana Lodes         | Tamires                       |
| Débora Ozório         | Tamires                       |
| Rafael Coimbra        | Tito                          |
| Sophia Madeira        | Paltith                       |
| Polliana Aleixo       | Paltith                       |
| Díyo Coêlho           | Sargão                        |
| Cássio Ramos          | Betuel                        |
| Roberto Bonfim        | Betuel                        |
| Brenno Leone          | Labão                         |
| Michelle Batista      | Adinah                        |
| Felipe Cardoso        | Efrom                         |
| Vitor Figueiredo      | Omar, Príncipe de Gerar       |
| Kayky Brito           | Omar, Príncipe de Gerar       |
| Marcello Airoldi      | Omar, Príncipe de Gerar       |
| Clara Galinari        | Leora                         |
| Letícia Tomazella     | Leora                         |
| Simone Soares         | Leora                         |
| Miguel Venerabile     | Gael                          |
| Guilherme Boury       | Gael                          |
| Fábio Villa Verde     | Gael                          |
| Ingrid Conte          | Elisa                         |
| Mônica Carvalho       | Elisa                         |
| Ricardo Martins       | Sitri                         |
| Robertha Portella     | Cloé                          |
| Thais Müller          | Maresca                       |
| Marcella Muniz        | Maresca                       |
| João Villa            | Azel                          |
| Jandir Ferrari        | Azel                          |
| Felipe de Souza       | Chaim                         |
| Rafael Queiroz        | Chaim                         |
| Tadeu Aguiar          | Chaim                         |
| Nathalia Gonçalves    | Chaya                         |
| Amanda Richter        | Chaya                         |
| Bruno Ahmed           | Caleb                         |
| Clara Martins         | Izebel                        |
| Karen Marinho         | Izebel                        |
| Joelson Medeiros      | Ficol                         |
| Ronny Kriwat          | Eliézer                       |
| Eucir de Souza        | Eliézer                       |
| Mika Guluzian         | Fátima                        |
| Isabel Guerón         | Fátima                        |
| Laura Svacina         | Debra                         |
| Isadora Cecatto       | Debra                         |
| Kika Kalache          | Debra                         |
| Rodrigo Phavanello    | Yafeu                         |
| André Luiz Miranda    | Gyasi                         |
| Dudda Artese          | Haviva                        |
| Juliana Schalch       | Haviva                        |
| Renata Zhaneta        | Haviva                        |
| Tião D'Ávila          | Lamassi                       |
| Nando Rodrigues       | Radamés                       |
| Alice Borges          | Débora/Fofona                 |
| Thiago Amaral         | Jasper                        |
| Cacau Melo            | Yarin                         |
| Aline Fanju           | Jamile                        |
| Amanda Grimaldi       | Mila                          |
| Anna Cotrim           | Mila                          |
| Marcelo Arnal         | Alom                          |
| Antônio González      | Alom                          |
| Cristiano Garcia      | Nader, Príncipe de Gerar      |
| Caetano O'Maihlan     | Bachir                        |
| Luiz Eduardo Toledo   | Akia                          |
| Isabella Prado        | Nubia                         |
| Sula Miranda          | Quirá                         |
| Sura Berditchevsky    | Fairuza                       |
| Juhlia Ficer          | Salma                         |
| Kíria Malheiros       | Zilpa                         |
| Leo Belmonte          | Éder                          |
| Gabi Lopes            | Femi                          |
| Mário Bregieira       | Gate                          |
| Gustavo Machado       | Gate                          |
| Isabel Wilker         | Íris                          |
| Saulo Segreto         | Auzate                        |
| Gianlucca Mauad       | Gerson                        |
| William Melo          | Gerson                        |
| Guilherme Lopes       | Gerson                        |
| Yris Sampaio          | Hannah                        |
| Marcéu Pierroti       | Escol                         |
| Zeca Richa            | Aner                          |
| Gustavo Corasini      | Zion                          |
| Daniel Villas         | Zion                          |
| Yashar Azambuja       | Zion                          |
| Samuel Vallim         | Zinrã                         |
| Ilídio Gomes          | Elmo                          |
| Rose Abdallah         | Zenat                         |
| Ricardo Gaeta         | Farpar                        |
| Karen Júlia           | Issa                          |
| Igor Monteiro         | Pasaque                       |
| Marcelo Menezes       | Payam                         |
| Sidney Guedes         | Kanope                        |
| André Dread           | Okpara                        |
| Alex Brasil           | Abubakar                      |
| Sabrina Paiva         | Suya                          |
| Bruno Fraga           | Beeri                         |
| Lucas Zaffari         | Elom                          |
| Gustavo Novaes        | Quedorlaomer, Rei de Elão     |
| Ramon Bellan          | Tidal, Rei de Goim            |
| Miguel Nader          | Birsa, Rei de Gomorra         |
| Gedivan Albuquerque   | Semeber, Rei de Zeboim        |
| Rafael Mozzato        | Belá, Rei de Zohar            |
| Marcelo Cavalcanti    | Sinabe, Rei de Admá           |
| Gleison Lavratti      | Anrafel, Rei de Sinar         |
| Lucas Wilman          | Arioque, Rei de Elasar        |
| Bernardo Alves        | Uz                            |
| Guel Villela          | Quemuel                       |
| João Pydd             | Buz                           |
| Matheus Dantas        | Hazo                          |
| Daniel Nini           | Quésede                       |
| Haroun Abud           | Pildas                        |
| Nicolas Mattos        | Jidlafe                       |
| Nicolas Cruz          | Mateus                        |
| Kauê Telloli          | Mateus                        |

Participações especiais
| Intérprete          | Personagem         |
| ------------------- | ------------------ |
| Dudu Azevedo        | Jesus              |
| Isa Venturoso       | Judite (criança)   |
| Enzo Barone         | Jacó (criança)     |
| Bruna Perdigão      | Lia (criança)      |
| Giovanna Dahlheim   | Raquel (criança)   |
| Breno Morais        | Esaú (criança)     |
| Allexandre Colman   | Uriel (criança)    |
| Luiza Antunes       | Ávila (criança)    |
| Duda Miliante       | Basemate (criança) |
| Luidi Porto         | Amir (jovem)       |
| João Kalume Barreto | Ian (criança)      |
| Daniel de Carvalho  | Hibias (criança)   |
| Castrinho           | Sachafer           |

### Jacó
| Intérprete          | Personagem |
| ------------------- | ---------- |
| Michele Batista     | Lia        |
| Miguel Coelho       | Jacó       |
| Thaís Melchior      | Raquel     |
| Cirillo Luna        | Esaú       |
| Lidi Lisboa         | Maalate    |
| Heitor Martinez     | Labão      |
| Henri Pagnoncelli   | Isaque     |
| Martha Mellinger    | Rebeca     |
| Maurício Mattar     | Jasper     |
| Allana Lopes        | Bila       |
| Andréa Avancini     | Yarin      |
| Dani Moreno         | Oolibama   |
| Juliana Lohmann     | Judite     |
| Paula Jubé          | Basemate   |
| Ademir Emboava      | Beeri      |
| Alex Gruli          | Elom       |
| Bárbara Bruno       | Débora     |
| Anselmo Vasconcelos | Ismael     |
| Antônio Carlos      | Reuel      |
| Suzana Alves        | Salma      |
| Rafael Sieg         | Hibias     |
| Augusto Zacchi      | Akia       |
| César Cardadeiro    | Éder       |
| Lina Mello          | Zilpa      |
| Marcel Octávio      | Ian        |
| Paulo Gabriel       | Amir       |
| Edu Porto           | Beno       |
| Júlia Guerra        | Ávila      |
| Bernardo Dugin      | Nanum      |
| Bruno Suzano        | Uriel      |
| Roza Haydêer        | Nádia      |
| Eduardo Parlagreco  | Zaíte      |

Participações especiais
| Intérprete        | Personagem       |
| ----------------- | ---------------- |
| Alexandre Mofati  | Malaki           |
| Théo Salomão      | Rúben(criança)   |
| Mirella Sabarense | Bila (criança)   |
| Thales Miranda    | Elifaz (criança) |
| Enzo Bastos       | Reuel (criança)  |

### José do Egito
| Intérprete          | Personagem                      |
| ------------------- | ------------------------------- |
| Juliano Laham       | José / Zafenat-Panéia de Raquel |
| Letícia Almeida     | Asenate                         |
| Val Perré           | Potifar                         |
| Dandara Albuquerque | Neferíades                      |
| Petrônio Gontijo    | Jacó / Israel                   |
| Ingra Lyberato      | Lia                             |
| Giselle Tigre       | Raquel                          |
| Patrícia França     | Bila                            |
| Karina Barum        | Zilpa                           |
| Felipe Cunha        | Rúben de Lia                    |
| Igor Cotrim         | Simeão de Lia                   |
| Gustavo Rodrigues   | Levi de Lia                     |
| Thiago Rodrigues    | Judá de Lia                     |
| Augusto Garcia      | Dã de Bila                      |
| Brunno Daltro       | Gade de Zilpa                   |
| Ricardo Vianna      | Naftali de Bila                 |
| Pedro Lamin         | Asser de Zilpa                  |
| Patrick Sampaio     | Issacar de Lia                  |
| Maurício Pitanga    | Zebulom de Lia                  |
| Giovanna Coimbra    | Diná de Lia                     |
| Marcus Bessa        | Benjamim de Raquel              |
| Juliana Xavier      | Tamar                           |
| Marcelo Filho       | Siquém                          |
| Flávio Pardal       | Hamor, Rei de Siquém            |
| Isabel Fillardis    | Amanishakheto (Amanisha)        |
| Sacha Bali          | Atarum                          |
| Juliana Magalhães   | Adja                            |
| Renato Rabelo       | Menkhe                          |
| Nando Cunha         | Pentephres                      |
| Kacau Gomes         | Selemina                        |
| Marcelle Bessa Bens | Meritre                         |
| Marianna Alexandre  | Amarilis, Princesa do Egito     |
| Fernando Pavão      | Sheshi, Faraó do Egito          |
| Samia Abreu         | Merianat, Rainha do Egito       |
| Kizi Vaz            | Kamesha, Rainha do Egito        |
| Rhaisa Batista      | Muriel                          |
| Yana Sardenberg     | Herit                           |
| Paulo Verlings      | Shareder                        |
| Luana Camaleão      | Kéfera                          |
| Diogo Sales         | Kaires                          |
| Robson Santos       | Shamashi                        |
| Gabi Cardoso        | Quenina                         |
| Tiago Marques       | Er de Judá                      |
| Caio Vegatti        | Onã de Judá                     |
| Guilherme Seta      | Selá de Judá                    |
| Victor Sparapane    | Namael                          |
| Sandro Pedroso      | Hirá                            |
| Camilo Bevilacqua   | Shetep                          |
| Ricardo Lyra        | Adurrá                          |
| Amaurih Oliveira    | Teruel                          |
| Dudu de Oliveira    | Abumani                         |
| Ricardo Dantas      | Issad                           |
| Alexandre Lino      | Ashur                           |
| Cee Jay             | Mahamid                         |

Participações especiais
| Intérprete               | Personagem                   |
| ------------------------ | ---------------------------- |
| Giovanna Gold            | Sâmila                       |
| Jorge Lucas              | Apepi, Ex-Faraó do Egito     |
| Marcos Phellipe          | Senakehum, Príncipe do Egito |
| João Guilherme Chaseliov | José (criança)               |
| Diogo Caruso             | Selá (criança)               |

## Música
O responsável por compor a maioria das músicas da trilha sonora da trama é Daniel Figueiredo. Em entrevista ao R7, Daniel disse que o estilo musical da novela é entre o moderno e tradicional. O compositor fez a trilhas sonoras para diversas tramas bíblicas da Record, como José do Egito, Os Dez Mandamentos e Jezabel.
Ao todo, nas 7 fases da novela, Daniel compôs mais 300 músicas para a trilha sonora da novela Gênesis.
"O maior desafio da novela Gênesis serão as fases, o que demanda uma quantidade e uma diferenciação ainda maior do que já temos em novelas bíblicas. Com certeza, com Gênesis, eu baterei meu próprio recorde de quantidade de canções produzidas para uma novela”, declarou Daniel em entrevista ao R7.
Os musicais e a trilha sonora completa de Gênesis estão disponíveis nas principais plataformas de streaming de áudio. Podem ser ouvidos no Spotify, Apple Music, Tidal, Amazon Music e Deezer. É possível baixar as playlists no iTunes e na Amazon.
Quando o assunto é teledramaturgia baseado na Bíblia a predominância de músicas são as instrumentais. Mas em Gênesis também tem vários musicais, algo inédito nas tramas bíblicas da Record.
| Nº                                                | Título                            | Duração | Compositor(es)                               |
| ------------------------------------------------- | --------------------------------- | ------- | -------------------------------------------- |
| Gênesis "A Criação" - Trilha Sonora Original      |                                   |         |                                              |
| 01                                                | Começo de Tudo (Tema de Abertura) | 1:26    | Wladimir Pinheiro                            |
| 02                                                | Eva                               | 3:49    | Marcia Paulo                                 |
| 03                                                | A Criação                         | 2:42    | Daniel Figueiredo                            |
| 04                                                | A Rebelião no Céu                 | 2:23    | Daniel Figueiredo                            |
| 05                                                | A Criação de Adão                 | 3:20    | Daniel Figueiredo                            |
| 06                                                | Éden                              | 2:48    | Daniel Figueiredo                            |
| 07                                                | Frutifiquem                       | 2:38    | Daniel Figueiredo                            |
| 08                                                | A Criação de Eva                  | 2:24    | Daniel Figueiredo, Julio Cesar, Luiz Helenio |
| 09                                                | O Primeiro Casal                  | 2:54    | Daniel Figueiredo                            |
| 10                                                | Sorriso do Pai                    | 3:04    | Daniel Figueiredo                            |
| 11                                                | Amanhecer no Éden                 | 2:35    | Daniel Figueiredo, Julio Cesar, Luiz Helenio |
| 12                                                | O Fruto Proibido                  | 2:38    | Daniel Figueiredo                            |
| 13                                                | Anjo Caído                        | 2:29    | Daniel Figueiredo, Julio Cesar, Luiz Helenio |
| 14                                                | Longe de Deus                     | 1:39    | Daniel Figueiredo, Julio Cesar, Luiz Helenio |
| 15                                                | A Oferta de Abel                  | 1:52    | Daniel Figueiredo, Julio Cesar, Luiz Helenio |
| 16                                                | Marca de Caim                     | 1:56    | Daniel Figueiredo, Julio Cesar, Luiz Helenio |
| 17                                                | Reconciliação                     | 3:26    | Daniel Figueiredo                            |
| 18                                                | O Primeiro Filho                  | 2:39    | Daniel Figueiredo                            |
| Gênesis "Dilúvio" - Trilha Sonora Original        |                                   |         |                                              |
| 19                                                | Noé                               | 3:02    | Daniel Figueiredo                            |
| 20                                                | Inimigos do Bem                   | 2:12    | Daniel Figueiredo                            |
| 21                                                | Humanidade Corrompida             | 2:51    | Daniel Figueiredo                            |
| 22                                                | Rebeldes                          | 2:09    | Daniel Figueiredo                            |
| 23                                                | Obediência                        | 3:14    | Daniel Figueiredo                            |
| 24                                                | A Construção da Arca              | 2:09    | Daniel Figueiredo                            |
| 25                                                | A Construção da Arca (Versão 2)   | 2:02    | Daniel Figueiredo, Julio Cesar, Luiz Helenio |
| 26                                                | Cidade de Enoque                  | 1:44    | Daniel Figueiredo                            |
| 27                                                | Proibido Proibir                  | 2:25    | Daniel Figueiredo, Julio Cesar, Luiz Helenio |
| 28                                                | Rua Vermelha                      | 2:07    | Daniel Figueiredo                            |
| 29                                                | Dilúvio                           | 3:14    | Daniel Figueiredo                            |
| 30                                                | Fim da Vida                       | 2:40    | Daniel Figueiredo                            |
| 31                                                | Lamento de Noé                    | 3:00    | Surama                                       |
| 32                                                | Aliança com Noé                   | 2:24    | Daniel Figueiredo, Julio Cesar, Luiz Helenio |
| 33                                                | Nova Terra                        | 3:10    | Surama / Giesly Mota                         |
| Gênesis "Torre de Babel" - Trilha Sonora Original |                                   |         |                                              |
| 34                                                | Torre de Babel                    | 2:13    | Daniel Figueiredo                            |
| 35                                                | Centro do Mundo                   | 2:01    | Daniel Figueiredo, Julio Cesar, Luiz Helenio |
| 36                                                | Poder e Engano                    | 2:12    | Daniel Figueiredo, Julio Cesar, Luiz Helenio |
| 37                                                | Ninrode                           | 2:05    | Daniel Figueiredo                            |
| 38                                                | Confusão das Línguas              | 2:10    | Daniel Figueiredo                            |
| 39                                                | Caçadores de Sinear               | 2:00    | Daniel Figueiredo                            |
| 40                                                | Semíramis                         | 4:33    | Faniel Figueiredo                            |
| 41                                                | A Justiça de Gomer                | 2:39    | Daniel Figueiredo                            |
| 42                                                | Perigo na Mata                    | 3:06    | Daniel Figueiredo                            |
| Gênesis "Ur dos Caldeus" - Trilha Sonora Original |                                   |         |                                              |
| 43                                                | Nascimento de Abrão               | 3:27    | Daniel Figueiredo                            |
| 44                                                | Palácio Real                      | 2:38    | Daniel Figueiredo                            |
| 45                                                | A Morte de Harã                   | 2:57    | Daniel Figueiredo                            |
| 46                                                | Mesopotâmia                       | 2:55    | Daniel Figueiredo                            |
| 47                                                | Amoritas                          | 2:40    | Daniel Figueiredo                            |
| 48                                                | Terá e Amat                       | 3:00    | Daniel Figueiredo                            |
| 49                                                | Divindades                        | 3:14    | Daniel Figueiredo                            |
| 50                                                | Terá                              | 4:40    | Daniel Figueiredo                            |
| 50                                                | Terá e Nadi                       | 3:39    | Daniel Figueiredo                            |
| 51                                                | Sacerdócio Real                   | 1:38    | Daniel Figueiredo                            |
| 52                                                | Zigurate                          | 2:21    | Daniel Figueiredo                            |
| 53                                                | Ur                                | 0:41    | Daniel Figueiredo                            |
| 54                                                | Traição Terá e Nadi               | 4:06    | Daniel Figueiredo                            |
| 55                                                | Guerra com os Elamitas            | 2:20    | Daniel Figueiredo                            |
| 56                                                | Abrão e Sarai                     | 5:21    | Surama-Lu Reys                               |

## Controvérsias

### Classificação indicativa
Gênesis começou com classificação indicativa de não recomendada para menores de 10 anos. Após um período de quase dois meses no ar, o Ministério da Justiça reclassificou a trama para não recomendada para menores de 14 anos alegando “drogas, violência e conteúdo sexual”. A Record pediu uma nova análise ao órgão para readequar a novela como não recomendado para menores de 10 anos. Porém, em despacho publicado no Diário Oficial da União, a esfera executiva rejeitou a solicitação. No documento assinado pelo coordenador de Política de Classificação Indicativa, Eduardo de Araújo Nepomuceno, o relator explica que Gênesis não pode ser incluída na classificação pretendida pela emissora pois ultrapassa os critérios estabelecidos pela faixa etária requisitada.
O texto também menciona que, após o pedido de reconsideração da Record, a Coordenação de Políticas de Classificação Indicativa elaborou uma nota técnica para averiguar as cenas da trama. A averiguação constatou que o folhetim demonstrou fortes tendências em relação a morte intencional, prostituição, estupro ou coação sexual, violência gratuita ou banalização e situação sexual complexa de forte impacto. O parecer da coordenação pode ser notado em algumas cenas exibidas na segunda semana de março, quando a rainha Enlila (Maria Joana) foi enforcada em público e o rei Ibbi-Sim (Felipe Roque) sorrindo diante da morte da mulher que o traiu. Anteriormente, o público viu a rainha assassinar Lilit (Ana Elisa Matos) e Kala (Talita Tilieri) de maneira cruel.

### Retratação de Raquel
A sexta fase de Gênesis contou a história de Jacó (Miguel Coelho), patriarca de Israel. A fase não agradou muito uma parcela dos telespectadores, que demonstraram insatisfação nas redes sociais. O que gerou polêmica entre o público foi a forma como Raquel (Thaís Melchior) foi retratada. A personagem bíblica foi retratada como uma vilã ardilosa, ambiciosa, maliciosa e dissimulada, o que não combina muito com a história narrada na Bíblia, enquanto sua irmã Lia (Michelle Batista) foi retratada como uma mulher de fé, doce e tímida.
O capítulo exibido em 19 de agosto mostrou a partida de Jacó e sua família para a terra de Canaã. No referido capítulo Raquel humilhou o marido disparando uma série de ofensas, e o público se revoltou com a situação. Antes disso, a novela já havia mostrado Raquel como sendo a escolhida de Lúcifer (Igor Rickli) quando este cruzou o caminho de Jacó para afastá-lo dos planos de Deus (Flávio Galvão).

## Repercussão

### Audiência

#### Exibição original
Em sua estreia em São Paulo, a trama bíblica obteve média de 15,7 pontos e pico de 17, conquistando a vice-liderança. Foi a melhor estreia desde A Terra Prometida, em 2016. A antecessora, Amor sem Igual, havia emplacado 9 pontos em sua estreia e 8,2 no retorno da pandemia. Pela média consolidada, a trama obteve 16,1 pontos. O segundo capítulo teve 16,2 pontos e chegou a picos de 19. Já o terceiro teve a mesma média do segundo, superando todos os títulos bíblicos já exibidos na Record.
Com a exibição do sétimo capítulo no dia 27 de janeiro de 2021, intitulado O Dilúvio, a novela bate seu primeiro recorde com 17,4 pontos e picos de 19,3, ficando em segundo lugar isolado.
Em 2 de abril, a trama bíblica alcançou seu primeiro recorde negativo, amargando sua pior audiência até então, com 9,8 pontos e 29,7% de share ligados. Foi a primeira vez que Gênesis teve uma audiência abaixo dos dez pontos. Em 9 de abril registrou mais um recorde negativo cravando apenas 9,7 pontos. Em 14 de abril, a novela registrou crescimento no Ibope depois de um mês e consolidou média de 13,1 pontos, pico de 15 pontos e share de 19%, na Grande São Paulo, o que representa sua maior audiência em abril. Em 25 de maio, no qual teve a destruição de Sodoma e a mulher de Ló virando estátua de sal, a novela bateu recorde e registrou 13,9 pontos de média em São Paulo, pico de 15 pontos e share de 20%, cravando a vice-liderança.
Em 19 de outubro, a novela bateu recorde, no capítulo em que José se torna governador do Egito e marcou na região da Grande SP, média de 14,1 pontos, pico de 15 pontos, além de share de 20%.
Ao longo de sua exibição, viveu altos e baixos, mas mantendo o segundo lugar isolado. Devido aos altos índices, a novela que encerraria com 150 capítulos, passou a ser esticada, tendo o tempo de duração reduzido, além do aumento do intervalo comercial. O objetivo era levar a reta final contra a estreia de Um Lugar ao Sol. Em 16 de novembro, em seus últimos capítulos, a novela bateu seu melhor recorde desde janeiro. No capítulo exibido, José se revela para seus irmãos e registrou 15,8 pontos, se tornando assim a novela mais assistida desse dia no ranking geral, ultrapassando Um Lugar ao Sol que marcou apenas 15,6, sendo seu pior resultado.
O último capítulo não bateu recorde, mas manteve a vice-liderança absoluta do horário nobre com 14,2 pontos. Teve média geral de 12,5 pontos, se tornando assim um dos maiores sucessos da Record desde 2017.

#### Reprise
Reestreou com 5,4 pontos e pico de 6, superando quase toda a exibição de Quando Chama o Coração. O segundo capítulo registrou 5 pontos.
Em 24 de abril de 2024, bateu seu primeiro recorde com 5,8 pontos. Em 10 de julho bate seu segundo recorde com 6,6 pontos. Em 16 de outubro bate seu terceiro recorde com 7,1 pontos. Em 5 de novembro bate seu quarto recorde com 8,1 pontos.
O último capítulo registrou 6,4 pontos e fechou na vice-liderança isolada. Teve média geral de 5,3 pontos.

### Prêmios e indicações
| Ano  | Prêmio                 | Categoria                          | Indicado                                               | Resultado | Ref.            |
| ---- | ---------------------- | ---------------------------------- | ------------------------------------------------------ | --------- | --------------- |
| 2021 | Prêmio Contigoǃ Online | Melhor Novela                      | Camilo Pellegrini, Raphaela Castro e Stephanie Ribeiro | Venceu    | [ 178 ] [ 179 ] |
| 2021 | Prêmio Contigoǃ Online | Melhor Atriz de Novela             | Michelle Batista                                       | Indicado  | [ 178 ] [ 179 ] |
| 2021 | Prêmio Contigoǃ Online | Melhor Ator de Novela              | Miguel Coelho                                          | Venceu    | [ 178 ] [ 179 ] |
| 2021 | Prêmio Contigoǃ Online | Melhor Ator de Novela              | Zé Carlos Machado                                      | Indicado  | [ 178 ] [ 179 ] |
| 2021 | Prêmio Contigoǃ Online | Melhor Ator Mirim                  | João Guilherme Fonseca                                 | Indicado  | [ 178 ] [ 179 ] |
| 2021 | Prêmio Contigoǃ Online | Revelação da TV                    | Marianna Alexandre                                     | Venceu    | [ 178 ] [ 179 ] |
| 2021 | Prêmio Contigoǃ Online | Revelação da TV                    | Caio Manhente                                          | Indicado  | [ 178 ] [ 179 ] |
| 2021 | Prêmio Notícias da TV  | Melhor Novela                      | Camilo Pellegrini, Raphaela Castro e Stephanie Ribeiro | Venceu    | [ 180 ]         |
| 2021 | Prêmio Notícias da TV  | Melhor Ator/atriz de novela        | Zé Carlos Machado                                      | Venceu    | [ 180 ]         |
| 2021 | Prêmio Notícias da TV  | Melhor Ator/atriz de novela        | Thaís Melchior                                         | Indicado  | [ 180 ]         |
| 2021 | Prêmio Notícias de TV  | Melhor Novela                      | Camilo Pellegrini, Raphaela Castro e Stephanie Ribeiro | Venceu    | [ 181 ]         |
| 2021 | Prêmio Notícias de TV  | Melhor Atriz Protagonista          | Branca Messina                                         | Indicado  | [ 181 ]         |
| 2021 | Prêmio Notícias de TV  | Melhor Atriz Protagonista          | Michelle Batista                                       | Indicado  | [ 181 ]         |
| 2021 | Prêmio Notícias de TV  | Melhor Ator Protagonista           | Zé Carlos Machado                                      | Venceu    | [ 181 ]         |
| 2021 | Prêmio Notícias de TV  | Melhor Ator Protagonista           | Ângelo Paes Leme                                       | Indicado  | [ 181 ]         |
| 2021 | Prêmio Notícias de TV  | Melhor Atriz Antagonista           | Eline Porto                                            | Venceu    | [ 181 ]         |
| 2021 | Prêmio Notícias de TV  | Melhor Ator Antagonista            | Heitor Martinez                                        | Venceu    | [ 181 ]         |
| 2021 | Prêmio Notícias de TV  | Melhor Atriz Coadjuvante           | Kizi Vaz                                               | Venceu    | [ 181 ]         |
| 2021 | Prêmio Notícias de TV  | Melhor Ator Coadjuvante            | Felipe Cunha                                           | Venceu    | [ 181 ]         |
| 2021 | Prêmio Notícias de TV  | Melhor Atriz Jovem Adulta          | Letícia Almeida                                        | Indicado  | [ 181 ]         |
| 2021 | Prêmio Notícias de TV  | Melhor Ator Jovem Adulto           | Pablo Morais                                           | Venceu    | [ 181 ]         |
| 2021 | Prêmio Notícias de TV  | Melhor Atriz Revelação             | Clara Niin                                             | Indicado  | [ 181 ]         |
| 2021 | Prêmio Notícias de TV  | Melhor Ator Revelação              | Bruno Daltro                                           | Venceu    | [ 181 ]         |
| 2021 | Prêmio Notícias de TV  | Melhor Ator Revelação              | Augusto Caliman                                        | Indicado  | [ 181 ]         |
| 2021 | Prêmio Notícias de TV  | Melhor Atriz Participação Especial | Laura Kuczynski                                        | Venceu    | [ 181 ]         |
| 2021 | Prêmio Notícias de TV  | Melhor Atriz Participação Especial | Marjorie Gerardi                                       | Indicado  | [ 181 ]         |
| 2021 | Prêmio Notícias de TV  | Melhor Ator Participação Especial  | Giuseppe Oristanio                                     | Venceu    | [ 181 ]         |
| 2021 | Prêmio Notícias de TV  | Melhor Atriz Mirim ou Adolescente  | Clara Galinari                                         | Venceu    | [ 181 ]         |
| 2021 | Prêmio Notícias de TV  | Melhor Ator Mirim ou Adolescente   | Thales Miranda                                         | Venceu    | [ 181 ]         |
| 2022 | Troféu Imprensa        | Melhor Novela                      | Camilo Pellegrini, Raphaela Castro e Stephanie Ribeiro | Indicado  | [ 182 ]         |
| 2022 | Troféu Imprensa        | Melhor Ator                        | Petrônio Gontijo                                       | Indicado  | [ 182 ]         |
| 2022 | Troféu Internet        | Melhor Novela                      | Camilo Pellegrini, Raphaela Castro e Stephanie Ribeiro | Indicados | [ 183 ]         |
| 2022 | Troféu Internet        | Melhor Ator                        | Carlo Porto                                            | Indicado  | [ 183 ]         |
| 2022 | Troféu Internet        | Melhor Ator                        | Petrônio Gontijo                                       | Indicado  | [ 183 ]         |
| 2022 | Troféu Internet        | Melhor Ator                        | Zé Carlos Machado                                      | Indicado  | [ 183 ]         |
| 2022 | Troféu Internet        | Melhor Atriz                       | Adriana Garambone                                      | Indicada  | [ 183 ]         |